# Myzus
Myzus ist eine Gattung der Pflanzenläuse (Sternorrhyncha) aus der Familie der Röhrenblattläuse (Aphididae). Die Tiere gelten als Schädlinge; der Hauptschaden an Pflanzen entsteht nicht durch das Absaugen von Pflanzensaft, sondern durch die Übertragung zahlreicher pflanzenpathogener Viren.

## Merkmale
Vertreter der Gattung Myzus sind gelb, grün, rot, braun oder schwarz gefärbt. Bei den geflügelten Exemplaren kommen zudem oft dunkle Querstreifen vor. Der Körper ist mit kurzen Härchen behaart und weist auf dem ersten bis vierten Abdomensegment manchmal kleine Tuberkel auf. Die Antennen bestehen aus sechs und seltener auch aus fünf Segmenten. Die Länge der Antennen ist dabei meist kleiner als der Körper, der 0,15 bis 0,25 Millimeter misst. Der meist drei- oder fünfeckig geformte Cauda ist vergleichsweise kurz. 

## Lebensweise
Die meisten Myzus-Arten sind auf mehrere Wirtspflanzen angewiesen. Einige Arten kommen aber auch mit einer Art aus. Eine Wirtspflanze gehört aber bei fast allen Arten der Gattung Prunus an. 

## Systematik
In der Gattung werden 64 Arten zusammengefasst, wobei diese wiederum in verschiedenen Untergattungen zusammengefasst wurden.
- Myzus ascalonicus
- Schwarze Sauerkirschblattlaus (Myzus cerasi)
- Myzus humuli
- Ligusterblattlaus (Myzus ligustri)
- Myzus mumecola[1]
- Myzus ornatus
- Grüne Pfirsichblattlaus (Myzus persicae)
- Myzus ribis
- Myzus varians